# Acacia latifolia
Acacia latifolia — вид квіткових рослин з родини бобових. Ареал: Австралія (Північна територія, Квінсленд, Західна Австралія).

## Середовище
Його часто можна зустріти на пісковикових плато, на скелях і вздовж водотоків, у ярах або в ущелинах серед скелястих відслонень. Він зустрічається навколо базальту або кварциту, що росте в кам'янистих, піщаних і алювіальних ґрунтах як частина змішаних чагарникових угруповань.

## Біоморфологічна характеристика
Цей кущ зазвичай досягає висоти від 1,5 до 5 метрів. Він має гладку коричневу кору та сплощені коричнево-жовті або коричневі голі гілочки розміром від 0,5 до 1 см. Тонкі зелені філодії від косо-ланцетної до еліптичної форми мають довжину від 6,5 до 13 см і ширину від 14 до 45 мм з трьома-п'ятьма помітними поздовжніми жилками. Цвіте з травня та липня по серпень або жовтень, утворюючи жовті квітки. Довжина золотистих колосків становить від 1,6 до 2,7 см. Лінійні коричневі стручки мають лінійну форму з прямими сторонами. Стручки мають довжину від 4 до 11 см і ширину від 2 до 4,5 мм з помітними світлими краями. Коричневе насіння всередині стручків має довгасто-еліптичну форму і приблизно від 2,2 до 4,7 см в довжину.